# Malpigija
Malpigija (lat. Malpighia), najvažniji rod zimzelenog grmlja u porodici malpigijevki. Svoje ime dao je i porodici i redu. Priznato je 95 vrsta raširenih po tropskoj Americi.
Ime roda dano je u čast talijanskog biologa Marcella Malpighija, oca mikroskopske anatomije.
1. Malpighia acunana Borhidi & O.Muñiz
2. Malpighia acutifolia F.K.Mey.
3. Malpighia adamsii Vivaldi
4. Malpighia albiflora (Cuatrec.) Cuatrec.
5. Malpighia apiculata Urb.
6. Malpighia aquifolia L.
7. Malpighia arborescens F.K.Mey.
8. Malpighia articulata F.K.Mey.
9. Malpighia aurea F.K.Mey.
10. Malpighia bahamensis F.K.Mey.
11. Malpighia baracoensis F.K.Mey.
12. Malpighia bissei F.K.Mey.
13. Malpighia cajalbanensis F.K.Mey.
14. Malpighia caribaea F.K.Mey.
15. Malpighia cauliflora Proctor & Vivaldi
16. Malpighia cnide Spreng.
17. Malpighia coccigera L.
18. Malpighia cornistipulata F.K.Mey.
19. Malpighia cristalensis (F.K.Mey.) F.K.Mey.
20. Malpighia cubensis Kunth
21. Malpighia cuneiformis F.K.Mey.
22. Malpighia davilae W.R.Anderson
23. Malpighia dentata F.K.Mey.
24. Malpighia diversifolia Brandegee
25. Malpighia dura F.K.Mey.
26. Malpighia emarginata DC.
27. Malpighia emiliae W.R.Anderson
28. Malpighia epedunculata F.K.Mey.
29. Malpighia erinacea F.K.Mey.
30. Malpighia fucata Ker Gawl.
31. Malpighia galeottiana A.Juss.
32. Malpighia glabra L.
33. Malpighia granitica F.K.Mey.
34. Malpighia habanensis F.K.Mey.
35. Malpighia harrisii Small
36. Malpighia higueyensis F.K.Mey.
37. Malpighia hintonii Bullock
38. Malpighia hispaniolica F.K.Mey.
39. Malpighia hondurensis F.K.Mey.
40. Malpighia horrida Small
41. Malpighia humilis F.K.Mey.
42. Malpighia incana Mill.
43. Malpighia infestissima (L.C.Rich. ex A.Juss.) Nied.
44. Malpighia jaguensis F.K.Mey.
45. Malpighia latifolia F.K.Mey.
46. Malpighia leticiana (W.R.Anderson) W.R.Anderson & C.Davis
47. Malpighia linearifolia F.K.Mey.
48. Malpighia linearis Jacq.
49. Malpighia longifolia F.K.Mey.
50. Malpighia lundellii C.V.Morton
51. Malpighia macracantha Urb. & Nied.
52. Malpighia macrocarpa F.K.Mey.
53. Malpighia manacensis F.K.Mey.
54. Malpighia martiana Acuña & Roíg
55. Malpighia martinicensis Jacq.
56. Malpighia maxima F.K.Mey.
57. Malpighia megacantha (A.Juss.) Urb.
58. Malpighia mexicana A.Juss.
59. Malpighia meyeriana P.A.González
60. Malpighia micropetala Urb.
61. Malpighia moncionensis F.K.Mey.
62. Malpighia montecristensis F.K.Mey.
63. Malpighia mucronata F.K.Mey.
64. Malpighia multiflora F.K.Mey.
65. Malpighia mutabilis F.K.Mey.
66. Malpighia nayaritensis (Vivaldi) F.K.Mey.
67. Malpighia neglecta F.K.Mey.
68. Malpighia novogaliciana W.R.Anderson
69. Malpighia nummulariifolia Nied.
70. Malpighia obtusifolia Proctor
71. Malpighia ophiticola F.K.Mey.
72. Malpighia ovata Rose
73. Malpighia oxycocca Griseb.
74. Malpighia pallidior F.K.Mey.
75. Malpighia pasorealensis F.K.Mey.
76. Malpighia polytricha A.Juss.
77. Malpighia proctorii Vivaldi
78. Malpighia pusillifolia (Ekman & Nied.) F.K.Mey.
79. Malpighia racemiflora F.K.Mey.
80. Malpighia racemosa F.K.Mey.
81. Malpighia revoluta F.K.Mey.
82. Malpighia reyensis F.K.Mey.
83. Malpighia roigiana Borhidi & O.Muñiz
84. Malpighia romeroana Cuatrec.
85. Malpighia rzedowskii W.R.Anderson
86. Malpighia serpentinicola F.K.Mey.
87. Malpighia sessilifolia W.R.Anderson
88. Malpighia setosa Spreng.
89. Malpighia souzae Miranda
90. Malpighia spathulifolia F.K.Mey.
91. Malpighia squarrosa F.K.Mey.
92. Malpighia stevensii W.R.Anderson
93. Malpighia suberosa Small
94. Malpighia subpilosa F.K.Mey.
95. Malpighia tomentosa Pav. ex Moric.
96. Malpighia torulosa F.K.Mey.
97. Malpighia tunensis F.K.Mey.
98. Malpighia urens L.
99. Malpighia variifolia Turcz.
100. Malpighia velutina Ekman & Urb.
101. Malpighia verruculosa W.R.Anderson
102. Malpighia vertientensis F.K.Mey.
103. Malpighia watsonii Rose
104. Malpighia wendtii W.R.Anderson
105. Malpighia wilburiorum W.R.Anderson
106. Malpighia woodburyana Vivaldi
107. Malpighia wrightiana Acuña & Roíg
108. Malpighia yucatanaea F.K.Mey.

## Vanjske poveznice
|  | Zajednički poslužitelj ima još gradiva o temi Malpighia |
|  | Wikivrste imaju podatke o taksonu Malpighia             |